# Ибрахим ан-Нахаи
Абу́ ‘Имра́н Ибрахи́м ибн Язи́д ан-Наха‘и (араб. إبراهيم بن يزيد النخعي‎; 666, Йемен — 714, Ирак) — исламский учёный-богослов поколения табиинов, муджтахид, один из основателей иракской школы фикха.

## Биография
Полное имя: Абу ‘Имран Ибрахим ибн Язид ибн Кайс ибн аль-Асвад ибн Амр ибн Рабиа ибн Харис ибн Са‘д ибн Малик ан-Наха‘и аль-Ямани аль-Куфи. Родом из йеменского племени Наха (отсюда нисба ан-Нахаи). Родился в 666 году (46 г. х.). С приходом ислама переселился в Куфу (Ирак).
Будучи ребёнком вместе со своим дядей Асвадом совершил паломничество в Мекку, где встретился там с Аишей — женой пророка Мухаммеда. Возможно он входил в круг общения Аиши, так как он передаёт от неё значительное количество вопросов, касающихся, в частности, поведение женщин и супружеских отношений, начиная с её собственного брака с Пророком. Также он разговаривал с такими сподвижниками Пророка, как Ибн Масуд, Зейд ибн Аркам, Мугира ибн Шу’ба и Анас ибн Малик. Дядей мамы Ибрахима был Алькама ибн Кайс, а дядями самого Ибрахима были Асвад ибн Язид, Абду-р-Рахман ибн Язид, у которых он получал знания. Помимо них он учился у Масрука ибн Аджды, Абида ас-Сальмани, Икримы аль-Барбари и Кады Шурейха. Некоторое время он помогал Кади Шурейху в судах и в дальнейшем передал этот опыт последующим поколениям.
От ан-Нахаи учили и передавали хадисы многие учёные, сыгравшие важную роль в формировании в Куфе метода фикха под названием ар-ра’й («личное суждение»). Он применял ар-ра’й только тогда, когда оно было тесно связано с хадисами. Среди его учеников были Хаммад ибн Абу Сулейман, Сулейман аль-Амаш, Ибн Аун, Ата ас-Саиб, Абду-л-Лах ибн Шубрума. В свое время ан-Нахаи и Амир аш-Ша’би были самыми видными учеными Куфы. Его учение повлияло, посредство таких учеников как Хаммад ибн Абу Сулейман, на таких правоведов как Абу Ханифа, Абу Юсуф, Мухаммад аш-Шайбани, Мухаммад аш-Шафии и др. Существует много хадисов, которые он передал, но в его цепочке передатчиков есть неизвестные сподвижники Пророка. Ан-Нахаи был самым сильным учеником Алькамы ибн Кайса и умер в Куфе во время правления Валида ибн Абду-ль-Малика.
Аз-Захаби писал о нём: «Он был богословом удивительной богобоязненности и благодетельности, он избегал славы, был главой в знании». Ахмад аль-Иджли говорил об ан-Нахаи: «Он и аш-Ша’би были муфтиями Куфы в свое время. Он был праведным, богословом, и очень богобоязненным». Аш-Ша’би говорил об Ибрахиме: «Он вырос в семье факихов, затем пришел к нам и к своим знаниям фикха добавил чистоту наших хадисов. И когда я говорю о нём, то говорю о знании. И не пришел ему на смену подобный ему». На похоронах Ибрахима аш-Ша’би сказал: «Он не оставил после себя, кого-либо, кто бы больше имел знаний и понимания». Шу’айб ибн аль-Хабхаб спросил: «И даже (больше) аль-Хасана аль-Басри и Ибн Сирина?» Аш-Ша’би ответил: «И даже аль-Хасана и Ибн Сирина. И даже кого-либо из Басры, Куфы и Хиджаза».
Умер он в 714 году (96 г.х.).